# Morphologie de l'adjectif en français
Pour la syntaxe de l'adjectif, voir Syntaxe de l'adjectif en français.
En grammaire française, la forme de l'adjectif qualificatif varie en fonction du genre et de nombre.
À l'instar de ce qui se passe pour le nom, les règles de morphologie flexionnelle des adjectifs entraînent certains artifices orthographiques et quelques changements de prononciation.

## Genre de l'adjectif

### Généralités
Les règles de formation du féminin des adjectifs sont analogues à celles qui régissent ce phénomène chez les noms. On forme donc le féminin de l'adjectif en ajoutant un « e » au masculin :
- Petit / petite ; grand / grande ; fin / fine ; étonnant / étonnante ; poli / polie…

- En conséquence, si au masculin l'adjectif est déjà terminé par un « -e », il ne change pas au féminin :
  - Aimable, bilingue, calme, électrique, habile, honnête, mauve, tendre, utile…

- On notera par ailleurs, que la syllabe finale est susceptible d'être modifiée :
  1. Les consonnes finales muettes au masculin peuvent se prononcer au féminin à la faveur de l'ajout du « e » :
    - Petit / petite ; grand / grande ; étonnant / étonnante ; gris / grise…

  2. Plus généralement, la prononciation de la syllabe finale peut être modifiée à la faveur de l'ajout du « e » :
    - Brun / brune ; fin / fine ; opportun /opportune ; persan / persane…

  3. Les adjectifs en « -er », forment leur féminin en « -ère » :
    - Amer / amère ; cher / chère ; entier / entière ; fier / fière ; léger / légère ; printanier / printanière…

  4. Aménagements divers :
    - Aigu / aiguë [aigüe] ; long / longue ; oblong / oblongue ; touareg / touarègue ; blanc / blanche ; roux / rousse ; doux / douce ; neuf / neuve ; vif / vive...

- Ce principe nous permettra d'opérer une triple distinction entre les adjectifs manifestant l'opposition des genres :
- à l'écrit : adjectifs terminés au masculin par une voyelle (ex : joli / jolie) ;
- à l'oral et à l'écrit : adjectifs terminés par une consonne (ex : petit / petite) ;
- ni à l'oral ni à l'écrit : adjectifs terminés par « -e » (ex : utile,jeune) ou obtenus par dérivation impropre (ex : marron, bien). On dit de ces adjectifs qu'ils sont épicènes.

### Adjectifs terminés par une voyelle
Les adjectifs terminés par une voyelle forment généralement leur féminin par l'ajout d'un « e » muet :
- Joli / jolie ; pointu / pointue ; poli / polie ; flou / floue ; vrai / vraie…

Exceptions :
- Quelques adjectifs en « -eau » forment leur féminin en « -elle » :
  - Beau / belle ; jumeau / jumelle ; nouveau / nouvelle ; tourangeau / tourangelle…

- Deux adjectifs en « -ou », forment leur féminin en « -olle » :
  - Fou / folle ; mou / molle.

- Quelques adjectifs forment leur féminin en « -te » :
  - Coi / coite ; favori / favorite ; rigolo / rigolote…

- Divers :
  - Andalou / andalouse ; bêta / bêtasse ; esquimau / esquimaude ; hébreu / hébraïque ; maître / maîtresse [maitre / maitresse] ; traître / traîtresse [traitre / traitresse]…

### Redoublement de la consonne finale
Lorsqu'au masculin l'adjectif est terminé par une consonne, celle-ci est souvent doublée au féminin.

#### Qualificatifs en -L
Les adjectifs en « -l », forment généralement leur féminin ainsi :
- Ceux en "-al" forment leur féminin en "-ale", plus de 300, (sauf "mal", qui est invariable)
- Ceux en "-el" forment tous leur féminin en "-elle", plus de 150 : Cruel / cruelle ; mortel / mortelle ; pareil / pareille ; visuel / visuelle…'
- Ceux en "-il" sont peu nombreux (moins de 15) : Ils forment leur féminin en "-ile" pour civil, puéril, subtil, vil, viril, et en "-ille" pour gentil, pareil, vermeil
- Ceux en "-ul" sont peu nombreux (moins de 10). Pas de règle : nul/nulle, mais seul/seule, soûl, soûle
- Ceux en "-ol" sont peu nombreux (moins de 10). Pas de règle : espagnol/espagnole

#### Qualificatifs en -N
Les adjectifs en « -n », forment généralement leur féminin en « -nne » :
- Ancien / ancienne ; bon / bonne ; chrétien / chrétienne ; mignon / mignonne ; paysan / paysanne…

- Cependant, les adjectifs en « -ain », en « -ein », en « -in », en « -un », ainsi que la plupart des autres adjectifs en « -an », forment généralement leur féminin en « -ne » :
  - Commun / commune ; hautain / hautaine ; persan / persane ; plein / pleine ; voisin / voisine…

#### Qualificatifs en -ET
Les adjectifs en « -et », forment généralement leur féminin en « -ette », mais les suivants (complet, concret, désuet, discret, incomplet, indiscret, inquiet, replet, secret.) forment leur féminin en « -ète » :
- Une personne coquette, mais discrète.

#### Qualificatifs en -OT et en -AT
Quelques adjectifs en « -ot », forment leur féminin en « -otte » :
- Boulot / boulotte ; pâlot / pâlotte ; sot / sotte ; vieillot / vieillotte…

- Tous les autres, ainsi que ceux en « -at », forment respectivement leur féminin en « -ote » ou « -ate » :
  - Bigot / bigote ; délicat / délicate ; falot / falote ; huguenot / huguenote ; idiot / idiote ; mat / mate…

#### Qualificatifs en -S
Quelques adjectifs en « -s », forment leur féminin en « -sse » :
- Bas / basse ; épais / épaisse ; gras / grasse ; gros / grosse ; las / lasse ; métis / métisse...

- Tous les autres forment leur féminin en « -se » :
  - Clos / close ; gris / grise ; niais / niaise ; précis / précise ; ras / rase…

- Sauf :
  - Frais / fraîche [fraiche].

### Changement de la consonne finale

#### Qualificatifs en -EUR
Les qualificatifs en « -eur » peuvent avoir plusieurs types de terminaisons au féminin :
- Lorsqu'ils dérivent d'un verbe français (on doit pouvoir faire correspondre le participe présent en remplaçant « -eur » par « -ant »), ils font leur féminin en « -euse » :
  - Chasseur / chasseuse ; flatteur / flatteuse ; rieur / rieuse ; trompeur / trompeuse, etc.

- Plusieurs exceptions en « -eresse » :
  - Chasseur / chasseresse ; enchanteur / enchanteresse ; vengeur / vengeresse.
    - L'adjectif chasseur possède deux féminins de sens différents : chasseuse (dans le langage courant) et chasseresse (dans le langage poétique).

- Lorsqu'ils se terminent en « -teur », ils font leur féminin en « -trice » :
  - Créateur / créatrice ; protecteur / protectrice ; révélateur / révélatrice ; éditeur / éditrice ; émetteur / émettrice ; exécuteur / exécutrice ; persécuteur / persécutrice…
    - Exceptions : chanteur / chanteuse ; sculpteur / sculpteur.

- Il existe également une liste limitée d'adjectifs ayant un féminin régulier, terminé en « -eure » :
  - Antérieur / antérieure ; postérieur / postérieure ; majeur / majeure ; mineur / mineure ; inférieur / inférieure ; supérieur / supérieure ; meilleur / meilleure ; intérieur / intérieure ; extérieur / extérieure.

#### Qualificatifs en -C
Certains qualificatifs en « -c », forment leur féminin en « -che » :
- Blanc / blanche ; franc / franche ; sec / sèche.

D'autres forment leur féminin en « -que » :
- Ammoniac / ammoniaque ; caduc / caduque ; franc / franque ; grec / grecque ; public / publique ; turc / turque.
  - On notera, tout d'abord, que l'adjectif franc a deux féminins : franche (= directe) et franque (= relative au peuple franc), ensuite, que l'orthographe du féminin grecque constitue un cas particulier.

#### Qualificatifs en -F
Les qualificatifs en « -f », forment normalement leur féminin en « -ve » :
- Bref / brève ; hâtif / hâtive ; naïf / naïve ; natif / native ; neuf / neuve ; rétif / rétive ; veuf / veuve ; vif / vive…

#### Qualificatifs en -X
Les qualificatifs en « -x », forment leur féminin en « -se » (sauf : doux / douce ; faux / fausse ; préfix / préfixe ; roux / rousse ; vieux / vieille.) :
- Une femme heureuse ; une femme jalouse ; une femme douce ; une femme vieille…

Creux/creuse ; affreux/affreuse

#### Divers
D'autres adjectifs inclassables modifient leur consonne finale au féminin :
- Frais / fraîche [fraiche] ; muscat / muscade ; tiers / tierce ; bénin / bénigne ; malin / maligne.
  - On remarquera que l'adjectif malin a deux féminins, maligne (au sens propre et dans le registre soutenu = méchante, dangereuse) et maline (au sens figuré et dans le registre familier = rusée, spirituelle).

### Cas particuliers
- Certains adjectifs (tels que aquilin, benêt, hongre, pers, vélin, violat…) n'ont pas de féminin, et ne peuvent se rapporter qu'à des noms masculins :
  - Un nez aquilin. Des yeux pers. Du papier vélin. Du sirop violet...

- Certains adjectifs (tels que capot, chic, contumax, fat, grognon, kaki, rosat, snob, témoin…) sont invariables au féminin :
  - Une femme chic. Une petite fille grognon. Une personne témoin d'un meurtre.

- Dans un certain nombre d'expressions figées, l'adjectif grand en fonction d'épithète (le plus souvent antéposé et relié au noyau par un trait d'union) est invariable au féminin :

Ce n'est pas grand-chose, grand-croix de la Légion d'honneur, grand-mère, mère-grand, grand-messe, à grand-peine, grand-place, grand-route, grand-rue, grand-voile.
Cette particularité provient de l'ancien français. Les adjectifs issus du latin et qui, dans cette langue, avaient la même forme au masculin et au féminin, conservèrent d'abord cette similitude de forme en français. Puis, dans un souci à la fois de clarification et d'unification, le français moderne a rajouté un e à la forme féminine.
On retrouve cette survivance dans la toponymie de la France métropolitaine et du Nouveau Monde :
La Grand-Combe (Gard), Grand-Couronne (Seine-maritime), La Grand-Croix (Loire), La Grand Font (lieu-dit de Saint-Michel-d'Euzet, Gard), Grand Maison (lieu-dit de Villepreux, Yvelines), Grand Prairie (Texas), Grand'Rivière (Martinique), Granville (Manche), Comps-la-Grand-Ville (Aveyron), Rochefort-du-Gard (Gard), Rochefort-sur-Mer (Charente-Maritime), Rochefort-Montagne (Puy-de-Dôme), Roquefort-sur-Soulzon (Aveyron), Ville-la-Grand (Haute-Savoie).
Dans tous ces cas l'apostrophe est à éviter puisqu'il n'y a pas eu d'élision.

## Nombre de l'adjectif
Les règles de formation du pluriel des adjectifs sont analogues à celles qui régissent ce phénomène chez les noms ; dans la majorité des cas, donc, la forme plurielle est phonétiquement identique à forme au singulier, l'accord n'étant qu'orthographique.
- On forme généralement le pluriel de l'adjectif en ajoutant un « s » au singulier :
  - Petit / petits ; petite / petites ; grand / grands ; grande / grandes ; fou / fous…

- Par conséquent, à l'instar du principe du pluriel des noms, si au singulier le qualificatif est déjà terminé par un « s » ou un « x », il ne change pas au pluriel :
  - Bas, délicieux, doux, épais, exquis, frais, gris, gros, haineux, heureux, las, peureux, roux…

### Cas particulier des adjectifs terminés en -U
Les qualificatifs terminés en « -eu » et « -au », prennent un « x » au pluriel (sauf bleu et pneu, qui prennent un « s », ainsi que feu quand il a le sens personne décédée) :
- Des livres hébreux ; des yeux bleus ; des villages esquimaux ; des frères jumeaux…

### Cas particulier des adjectifs terminés en -AL
La plupart des qualificatifs terminés en « -al » au singulier font leur pluriel en « -aux » :
- Ancestral / ancestraux ; automnal / automnaux ; féodal / féodaux ; filial / filiaux ; loyal / loyaux ; martial / martiaux ; mental / mentaux ; mondial / mondiaux ; régional / régionaux ; royal / royaux…

- Quelques adjectifs qualificatifs terminés en « -al » au singulier font leur pluriel en « -als » :
  - Bancal / bancals ; fatal / fatals ; fractal / fractals ; natal / natals ; naval / navals ; tombal / tombals...

- Certains adjectifs ont un double pluriel, parfois à cause d'hésitations, parfois à cause de sens différents :
  - Austral / australs / austraux ; banal / banals / banaux ; boréal / boréals / boréaux ; final / finals / finaux ; glacial / glacials / glaciaux ; marial / marials / mariaux ; pascal / pascals / pascaux ; tonal / tonals / tonaux ; tribal / tribals / tribaux…

- Remarques :

1. Les deux pluriels de l'adjectif banal, ont deux sens bien distincts : banaux concerne le sens féodal et originel (c'est-à-dire, relatifs au droit de ban du seigneur), tandis que banals concerne le sens moderne et dérivé (c'est-à-dire, ordinaires, sans originalité).
2. Un certain nombre d'adjectifs avaient également un double pluriel, mais la forme archaïque en « -als » a fini par disparaître. De tels adjectifs (automnal, instrumental, martial, mental…) ont donc fini par rejoindre la première liste.

## Formes particulières de l'adjectif

### Qualificatifs «beau», «nouveau», «fou», «mou» et «vieux»
Certains adjectifs qualificatifs (beau, nouveau, fou, mou, vieux, principalement), possèdent une autre forme au masculin singulier (respectivement, bel, nouvel, fol, mol, vieil). Il s'agit d'une forme primitive qui subsiste lorsque le mot suivant (la plupart du temps, le nom qu'ils qualifient) commence par une voyelle ou un « h » muet.
La forme moderne (colonne 1) produit le masculin pluriel, tandis que la forme primitive (colonne 3) produit le féminin, singulier et pluriel :
| Forme moderne | Forme moderne | Forme primitive | Forme primitive | Forme primitive |
| ------------- | ------------- | --------------- | --------------- | --------------- |
| Beau          | beaux         | bel             | belle           | belles          |
| Fou           | fous          | fol             | folle           | folles          |
| Mou           | mous          | mol             | molle           | molles          |
| Nouveau       | nouveaux      | nouvel          | nouvelle        | nouvelles       |
| Vieux         | vieux         | vieil           | vieille         | vieilles        |

- Un enfant beau comme un dieu / un bel enfant. Le nouvel an / l'an nouveau. Un vieil homme / un homme vieux comme Hérode. Un fol espoir / un espoir fou. Un mol oreiller / un oreiller mou.

- Dans la pratique, la forme primitive n'est utilisée au masculin singulier que lorsque le qualificatif est une épithète antéposée, sauf dans quelques expressions figées telles que :
  - Un enfant bel et bon.

### Degré des adjectifs qualificatifs
La plupart des adjectifs qualificatifs acceptent les degrés de comparaison habituellement exprimés par des adverbes comparatifs et des adverbes superlatifs. Certains d'entre eux toutefois ne le peuvent pas :
- Ce sont d'abord les qualificatifs indiquant une relation objective, non quantifiable :
  - Une grammaire grecque.
    - « Une grammaire très grecque » serait absurde.

- Ce sont ensuite, les qualificatifs exprimant eux-mêmes une idée de comparaison (aîné, cadet, favori, unique, préféré, majeur, mineur, premier, dernier…) :
  - Le fils aîné de la famille.
    - « Il est le fils le plus aîné de la famille » serait absurde également.

- Il existe en outre, des adjectifs contractés avec certains adverbes de quantité, superlatifs de supériorité et comparatifs relatifs de supériorité (on les appelle comparatifs synthétiques) :
  - Meilleur [= plus bon]. Pire [= plus mauvais]. Moindre [= plus petit].
  - On remarquera que l'emploi de pire et de moindre est en recul :
    - C'est le plus mauvais film de l'année. Le plus petit courant d'air me rend malade.

### Accord des composés adjectivaux
L'adjectif qualificatif peut prendre la forme d'un ensemble adjectival fixe (un composé adjectival). Ses composants sont alors, soit agglutinés (« un parterre clairsemé »), soit séparés par des traits d'union (« un plat aigre-doux »), soit tout à fait détachés, on parlera dans ce cas de locution adjectivale ou locution adjective (« une chemise bon marché »).
- Dans les qualificatifs composés à traits d'union ou détachés (locutions), seuls s'accordent les éléments qui sont de véritables adjectifs :
  - Un fruit aigre-doux / des pommes aigres-douces.

- Les autres éléments, notamment les adverbes ou les prépositions, restent invariables :
  - Un enfant nouveau-né / des enfants nouveau-nés. L'avant-dernier coureur / les avant-derniers coureurs.
    - L'adverbe « nouveau » et la préposition « avant » restent invariables.

- De même, les éléments empruntés à d'autres langues restent en principe invariables :
  - Des histoires tragi-comiques ; des sculptures gréco-romaines ; des véhicules semi-remorques ; des traditions sacro-saintes ; des œuvres néo-réalistes ; des pseudo-prophètes ; des accords franco-anglais…

### Cas spéciaux
Les cas particuliers suivants sont souvent signalés par une mise entre guillemets, ou encore, par l'emploi d'un adverbe (par exemple, l'adverbe « très »), mis en antéposition et modifiant l'adjectif en question. De tels adjectifs restent normalement invariables :
- Les autres catégories (noms, adverbes, verbes, etc.), catégories simples ou ensembles employés comme adjectifs qualificatifs et pouvant être analysés, soit comme des compléments de nom sans préposition (compléments de nom juxtaposés), soit comme des locutions ou groupes adjectivaux :
  - Des meubles Renaissance. Des costumes « fin de siècle ». Des hommes en colère. Des gens très « télé ». Ils sont assez famille. Des voisins bien.

- Les adjectifs manifestement d'origine étrangère (c'est-à-dire, non encore lexicalisés) :
  - Des gens plutôt « cool ». Des filles tout à fait sexy. Des journées farniente. Des chattes angora. Des quartiers select. Des fréquentations assez snob. Des femmes zoulou.

- Les adjectifs qualificatifs tronqués (abréviation ou sigle) ou formations expressives :
  - Des personnes un peu BCBG. Des gens sympa. Des appartements « riquiqui ». Des fruits extra. Ils sont complètement parano.
    - BCBG = Bon chic, bon genre. Parano = paranoïaque, mais familièrement, « qui se croit, à tort, persécuté ».

- L'adjectif « feu » (= défunt) varie lorsqu'il est placé entre le déterminant et le nom, il reste en général invariable, lorsqu'il est placé avant le déterminant ou sans déterminant :
  - Ma feue mère. Feu ma mère. Feu mère.